# Paul Pellisson

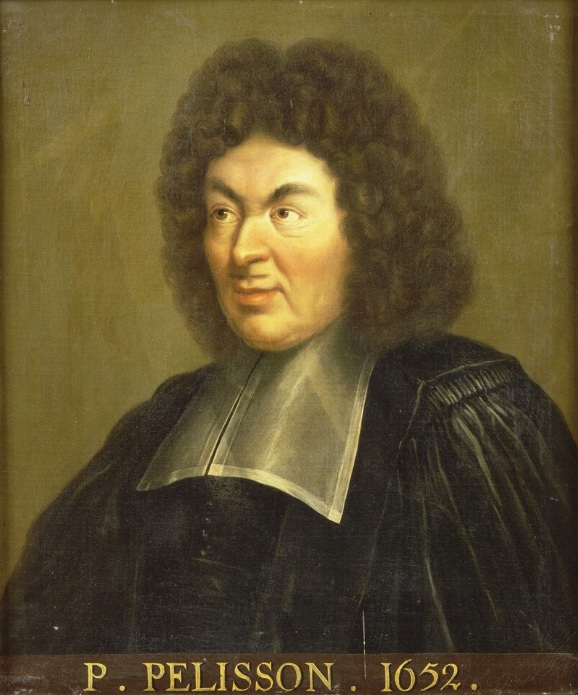
Paul Pellisson; Gemälde von 1652

Paul Pellisson (eigentlich Paul Pellisson-Fontanier; * 30. Oktober 1624 in Béziers; † 7. Februar 1693 in Paris) war ein französischer Literat.

## Leben und Schaffen
Obwohl selbst als Autor nicht allzu bedeutend, war Pellisson (wie er in der Literaturgeschichte heißt) in den 1650er Jahren eine wichtige Figur im Pariser Literaturbetrieb.
Er stammte aus einer wohlhabenden protestantischen Familie und wuchs auf in Castres (Dép. Tarn), wo sein Vater Richter war. Nach Schulbesuch in Castres und Montauban, einem Zentrum des südfranzösischen Protestantismus, studierte er Rechtswissenschaft in Toulouse. 1645 erhielt er die Zulassung als Rechtsanwalt und ging nach Paris, wo er Anschluss fand an den ebenfalls protestantischen Literaten Valentin Conrart, Gründungsmitglied der jungen Académie Française und ihr Sekretär auf Lebenszeit. Über ihn erlangte er Zutritt zum schöngeistigen Salon der Marquise de Rambouillet, wo er u. a. die Autoren Gilles Ménage und Madeleine de Scudéry kennenlernte.
Die turbulentesten Phasen der 1648 beginnenden Fronde-Unruhen verbrachte er im heimatlichen Castres.
Zurück in Paris, kaufte er 1652 das adelnde, aber nicht sehr absorbierende Amt eines Königlichen Sekretärs (secrétaire du roi) und hatte die Idee, sich zum Historiografen der Académie zu machen. So publizierte er 1653 die Histoire de l’Académie française depuis son établissement jusqu’en 1652, eine dank seinem engen Kontakt zu Conrart wohlinformierte und -dokumentierte Geschichte der Gründungsphase der Institution. Die dankbaren „Académiciens“ reservierten ihm den nächsten frei werdenden Sessel (den er im Folgejahr bekam) und erteilten ihm das nie zuvor und niemals danach vergebene Recht, bis dahin schon an ihren Sitzungen teilzunehmen.
Auch seine mondänen Aktivitäten nahm Pellisson nach 1652 wieder auf. So zählte er zu den Getreuen des schöngeistigen Salons der Mlle de Scudéry, der die Nachfolge des Hôtel de Rambouillet angetreten hatte. Zweifellos platonisch umschwärmte er die fleißige Romanautorin, die ihn ihrerseits verschlüsselt auftreten ließ in Gestalt des „Acante“ in Artamène, ou le grand Cyrus (10 Bde., 1649–1653) und des „Herminius“ in Clélie, histoire romaine (10 Bde., 1654–1660).
Aus dieser Zeit, d. h. den 1650er Jahren, stammen eine Reihe verstreut gedruckter Gedichte Pellissons im galanten Stil der Salons und andere kleinere Schriften. Von besonderem Interesse ist heute sein längeres Nachwort zu einer Ausgabe der Gedichte des früh verstorbenen Jean-François Sarrasin von 1656, wo er eine Theorie der galanten Poesie entwirft als einer Dichtung in einem zugleich kultivierten und natürlichen „mittleren“ Stil, wie er den „honnêtes gens“ in den Salons gemäß sei.
1657 stieß Pellisson zum Literaten- und Künstlerkreis um den mächtigen Finanzminister und großen Mäzen Nicolas Fouquet und wurde dessen Vertrauter, als der er z. B. die Sponsorengelder verwaltete und u. a. das Talent von Jean de La Fontaine erkannte und förderte.
Nachdem er 1659 nicht hatte verhindern können, dass Gilles Boileau (ein älterer Bruder von Nicolas Boileau-Despréaux), der seine Freunde Ménage und Scudéry satirisch attackiert hatte, in die Académie gewählt wurde, blieb Pellisson den Sitzungen fern und erschien erst wieder nach dem frühen Tod G. Boileaus 1669.
Ebenfalls 1659 (nach Verkauf des Sekretärsamtes und mit Hilfe Fouquets?) erwarb er ein höheres Amt in der Finanzverwaltung in Montpellier und 1660 das Amt eines Staatsrates (Conseiller d’État).
Das Jahr 1661 brachte einen tiefen Einschnitt. Zusammen mit anderen Getreuen geriet auch Pellisson in den Strudel, der um Fouquet entstand, als dieser unter dem Vorwurf der Bereicherung im Amt verhaftet und eingekerkert wurde. Den mutigen Versuch, seinen Gönner zu verteidigen und zu rechtfertigen mittels der Schriften Discours au roi, par un de ses fidèles sujets sur le procès de M. de Fouquet und Seconde défense de M. Fouquet bezahlte Pellisson mit seiner eigenen Festsetzung in der Bastille, aus der er erst 1666 freikam.
Hiernach fand er sichtlich Personen, die sich unter Hinweis auf seine Fähigkeiten als Geschichtsschreiber für ihn einsetzten, denn 1668 wurde er zum Königlichen Chronisten (historiographe du Roi) ernannt.
Als dieser hielt er es im Oktober 1670 für opportun, zum Katholizismus zu konvertieren und sich wenig später sogar die (niederen?) Weihen erteilen zu lassen, wonach ihm König Ludwig XIV. einige einträgliche kirchliche Pfründen ohne Präsenzpflicht zuweisen ließ.
Pellisson bedankte sich mit einem Lobgedicht auf Ludwig (1671), das angeblich in mehrere Sprachen übertragen wurde. 1676 hielt er im Namen der Académie eine Lobrede auf ihn, der gerade einige Erfolge im Krieg gegen die Niederlande erzielt hatte.
Im selben Jahr übergab er sein Chronistenamt an Jean Racine und Boileau-Despréaux.
In seinen letzten Lebensjahren beteiligte er sich mit mehreren Schriften an den religiösen bzw. konfessionellen Disputen seiner Zeit.
Von Voltaire stammt das Diktum, Pellisson sei ein « poète médiocre à la vérité, mais homme très savant et éloquent » gewesen (ein eigentlich mittelmäßiger Dichter, aber ein sehr gelehrter und beredter Mann).

## Werke
- Histoire de l’Académie française depuis son établissement jusqu’en 1652. Paris 1653. (Nachdruck: Slatkine Reprints, Paris 1989.)
- Panégyrique du Roy Louis Quatorzième, prononcé dans l'Académie françoise. Paris 1671.
- Réflexions sur les différends de la religion. Paris 1686
- De la tolérance des religions, lettres de M. de Leibniz et reponses de M. Pellisson. Jean Anisson, Paris 1692.
- Le Siège de Dôle en 1668 : relation écrite pour Louis XIV. Dôle 1873.
- Œuvres diverses, 1624-1693. Slatkine Reprints, Genf 1971.
- Lettres historiques, 1624-1693. Slatkine Reprints, Genf 1971.